# Delphinium distichum
Delphinium distichum är en ranunkelväxtart som beskrevs av Carl Charles Andreas Geyer och William Jackson Hooker. Delphinium distichum ingår i släktet storriddarsporrar, och familjen ranunkelväxter. Inga underarter finns listade i Catalogue of Life.